# 데즈레
데지레 아네트 위크스(영어: Desirée Annette Weekes, 1968년 11월 30일 ~ )는 데즈레(영어: Des'ree)라는 무대 이름으로 잘 알려진 영국의 팝 가수이다. 그녀는 1990년대에 인기를 얻은 "Feel So High", "You Gotta Be", "Life", 그리고 "Kissing You" (로미오와 줄리엣 사운드트랙 수록) 등의 히트곡으로 잘 알려져 있다. 1999년 브릿 어워드에서 영국 여성 솔로 아티스트상을 수상했다.